# Bahnstrecke Paleofarsalos–Kalambaka
| Bahnhof Kalambaka, im Hintergrund der Ambáriastein |                              |                     |                     |
| Streckenlänge: | 111 km                       |                     |                     |
| Spurweite: | ursprünglich 1000 mm 1435 mm |                     |                     |
| |                              |                     |                     |
| \| \| \| von Athen \| \| \| \| 0,0 \| Paleofarsalos \| Paleofarsalos \| \| \| \| nach Thessaloniki \| \| \| \| \| Gefyra \| \| \| \| 14,5 \| Sofades \| Sofades \| \| \| 29,6 \| Karditsa \| Karditsa \| \| \| 43,6 \| Fanari (früher Bf.) \| Fanari (früher Bf.) \| \| \| \| Fanari Chorio \| \| \| \| \| Fanari Magoula \| \| \| \| \| Kalyvia \| \| \| \| \| Stefanuossei \| \| \| \| \| Drosero \| \| \| \| 91,0 \| Trikala \| Trikala \| \| \| \| Kefalouryso \| \| \| \| \| Vasiliki \| \| \| \| \| Theopetra \| \| \| \| 111,1 \| Kalambaka \| Kalambaka \| \| \| \| \| \| \| Quellen: [1][2] \| \| \| \| |                              |                     |                     |
| Strecke |                              | von Athen           | von Athen           |
| Bahnhof | 0,0                          | Paleofarsalos       | Paleofarsalos       |
| Abzweig geradeaus und nach rechts |                              | nach Thessaloniki   | nach Thessaloniki   |
| ehemaliger Haltepunkt / Haltestelle |                              | Gefyra              | Gefyra              |
| Bahnhof | 14,5                         | Sofades             | Sofades             |
| Bahnhof | 29,6                         | Karditsa            | Karditsa            |
| Haltepunkt / Haltestelle | 43,6                         | Fanari (früher Bf.) | Fanari (früher Bf.) |
| ehemaliger Haltepunkt / Haltestelle |                              | Fanari Chorio       | Fanari Chorio       |
| ehemaliger Bahnhof |                              | Fanari Magoula      | Fanari Magoula      |
| ehemaliger Haltepunkt / Haltestelle |                              | Kalyvia             | Kalyvia             |
| ehemaliger Haltepunkt / Haltestelle |                              | Stefanuossei        | Stefanuossei        |
| ehemaliger Haltepunkt / Haltestelle |                              | Drosero             | Drosero             |
| Bahnhof | 91,0                         | Trikala             | Trikala             |
| ehemaliger Haltepunkt / Haltestelle |                              | Kefalouryso         | Kefalouryso         |
| ehemaliger Haltepunkt / Haltestelle |                              | Vasiliki            | Vasiliki            |
| ehemaliger Haltepunkt / Haltestelle |                              | Theopetra           | Theopetra           |
| Kopfbahnhof Streckenende | 111,1                        | Kalambaka           | Kalambaka           |
| |                              |                     |                     |
| Quellen: |                              |                     |                     |

Die Bahnstrecke Paleofarsalos–Kalambaka ist eine Bahnstrecke in Thessalien in Griechenland.

## Geschichte
Die Strecke wurde von den Thessalischen Eisenbahnen in der Spurweite von 1000 mm errichtet und abschnittsweise in Betrieb genommen:
- Farsala–Sofades, 30. Juni 1885
- Sofades–Karditsa, 3. Oktober 1885
- Karditsa–Drossero, 9. März 1886
- Drossero–Kalambaka, 16. Juni 1886

Die Strecke bildete damals ein Teilstück der Strecke Volos–Kalambaka.
Nach dem Ersten Weltkrieg übernahm die 1920 gegründete Staatsbahn Sidirodromoi Ellinikou Kratos (SEK) die Thessalischen Eisenbahnen. Der griechische Staat plante mehrere neue Bahnverbindungen, darunter auch eine normalspurige Strecke von Kalambaka über Kozani nach Veria und einen Umbau der Strecke von Volos nach Kalambaka auf Normalspur. 1927 wurden die entsprechenden Beschlüsse gefasst und ab 1928 am Bau der neuen Strecke ab Kalambaka gearbeitet. Doch schon ein Jahr später stand fest, dass das Projekt die veranschlagten Kosten um ein Vielfaches überschreiten würde. 1932 wurden die Bauarbeiten abgebrochen. Verschiedene Relikte dieser geplanten Strecke sind heute noch sichtbar.

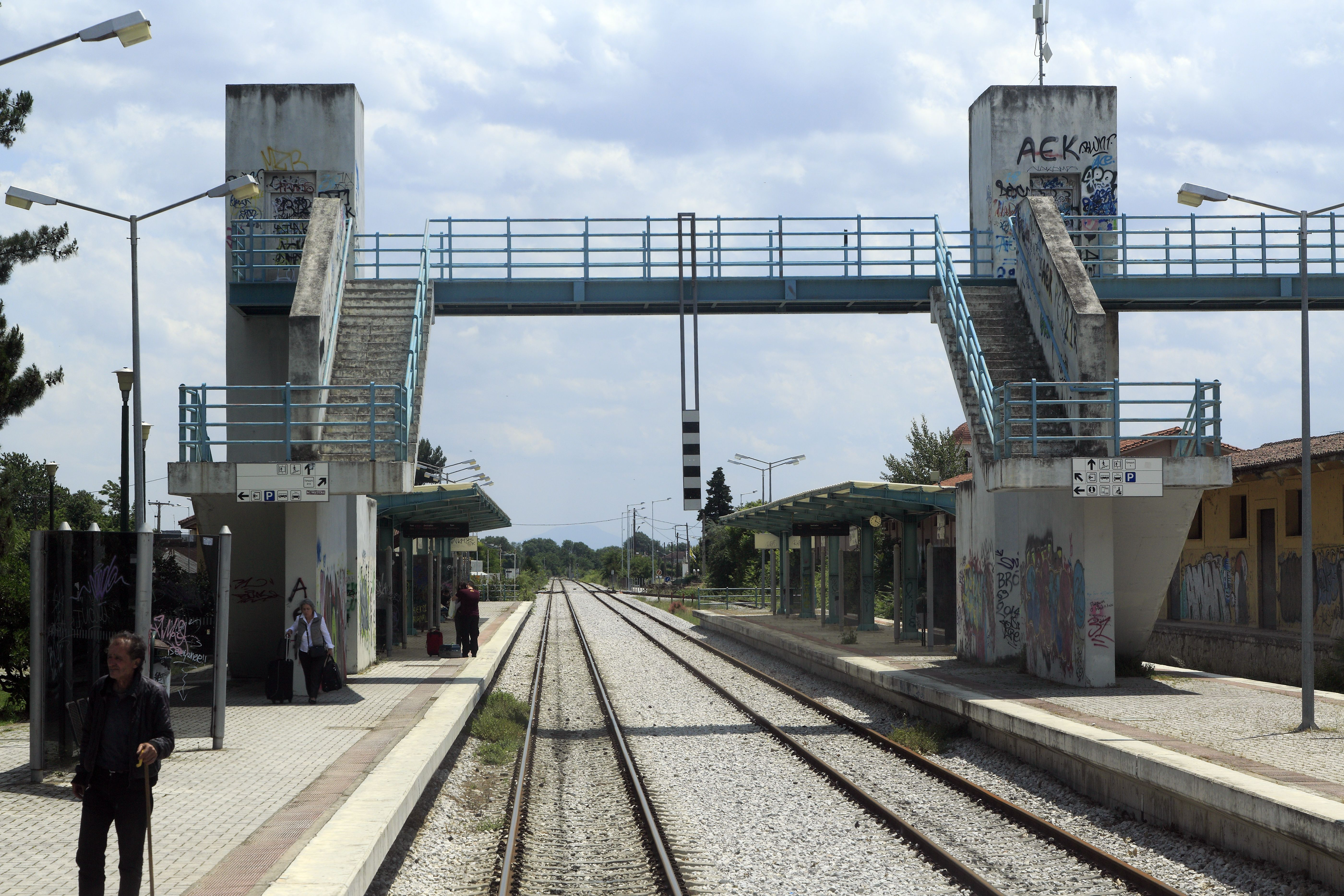
Bahnhof Tríkala mit Bahnsteigbrücke, Juni 2017

1998 wurde der Gesamtverkehr zwischen Volos und Kalambaka eingestellt und die Gleise der Strecke Paleofarsalos–Kalambaka abgetragen, da aus finanziellen Gründen nur dieser Abschnitt umgespurt werden sollte. Im April 2000 wurde der erste umgebaute Abschnitt von Paleofarsalos bis Karditsa in Betrieb genommen. Verzögert durch Bürgerproteste, hauptsächlich die Lage von Bahnübergängen in Trikala betreffend, folgte im Januar 2001 die restliche Strecke bis Kalambaka. Mit der Umspurung war nun die Führung direkter Züge nach Athen und Thessaloniki möglich. Einige Direktverbindungen von Kalambaka nach Volos wurden mit dem Umweg über Larisa angeboten. Neben der Erhöhung der Streckenhöchstgeschwindigkeit durch die Neutrassierung vormals enger Gleisbögen wurde eine Fahrzeitverkürzung auch durch die Schließung kleinerer Bahnhöfe und Haltepunkte erreicht. Die Bahnhöfe Karditsa, Trikala und Kalambaka blieben in ihrer Lage erhalten, sie erhielten jedoch zuglange Überholgleise und niveaufrei erreichbare Inselbahnsteige. Die Sicherungstechnik wurde nicht modernisiert, es gibt weder fernbediente Weichen noch Hauptsignale und damit zusammenhängend auch keinen Streckenblock. Regionalzüge zwischen Paleofarsalos und Kalambaka verkehrten anfangs etwa im Zweistundentakt, dazu kam je ein Zugpaar von und nach Thessaloníki und Athen. Die Regionalzüge wurden im Zuge der Sparmaßnahmen 2011 eingestellt, danach verkehrten nur noch die beiden Fernverkehrszugpaare. 2019 wurde der Fahrplan wieder etwas verdichtet, seitdem verkehren je zwei Zugpaare von und nach Athen und Thessaloníki und am Abend ein zusätzliches Regionalzugpaar.